# Towarzystwo Łączności z Polonią Zagraniczną „Polonia”
Towarzystwo Łączności z Polonią Zagraniczną „Polonia” – organizacja istniejąca w latach 1955–1989, która odgrywała kluczową rolę PRL wobec środowisk polonijnych i emigracyjnych na Zachodzie, zwłaszcza w Stanach Zjednoczonych.
Siedziba Towarzystwa mieściła się w Warszawie. Od 1973 posiadało status stowarzyszenia wyższej użyteczności. Oficjalnym celem Towarzystwa było zachowanie i rozwijanie polskiej kultury wśród Polonii; faktycznie usiłując oddziaływać na nie politycznie. Towarzystwo nie interesowało się losem Polaków żyjących w ZSRS. Od drugiej połowy lat 70. Towarzystwo w większym stopniu realizowało cele statutowe: współpracowało z polskimi organizacjami za granicą, z placówkami kulturalnymi i oświatowymi (m.in. podręczniki, książki, pomoce szkolne, organizowanie w kraju przeglądów polonijnych zespołów pieśni i tańca, kursów dla nauczycieli i działaczy polonijnych, wystaw).
Wydawało rocznik „Almanach Polonii” czy miesięcznik „Panorama Polska” w kilku wersjach językowych. Od 1984 Towarzystwo przyznawało Odznakę Honorową (złotą, srebrną i brązową).